# Екологічний паспорт
Екологічний паспорт підприємства — нормативно-технічний документ, який містить відомості про використання підприємством ресурсів (природних, вторинних та інших), визначення ступеню впливу його виробничої діяльності на довкілля.
Містить загальні відомості про підприємство: 
- використовувану сировину, опис технологічних схем вироблення основних видів продукції;
- схеми очищення стічних вод і викидів у повітря, їх характеристики після очищення;
- дані про тверді й інші відходи;
- відомості про наявність у світі технологій, що забезпечують досягнення найкращих питомих показників по охороні природи[2].